# Cecília Esztergályos
Dans le nom hongrois Esztergályos Cecília, le nom de famille précède le prénom, mais cet article utilise l’ordre habituel en français Cecília Esztergályos, où le prénom précède le nom.
Cecília Esztergályos, née le 26 janvier 1943 à Budapest, est une actrice hongroise.

## Filmographie partielle
- L'Âge des illusions
- The Golden Head (1964)
- Régi idők focija (1973)